# Wohn- und Wirtschaftsgebäude Dorfstraße 7 (Berne)
Das Wohn- und Wirtschaftsgebäude Dorfstraße 7 im niedersächsischen Berne-Coldewei in dem Landkreis Wesermarsch  wird aktuell (2023) als Wohnhaus genutzt.
Das Gebäude steht unter Denkmalschutz (siehe auch Liste der Baudenkmale in Berne).

## Geschichte
Das eingeschossige giebelständige Wohn- und Wirtschaftsgebäude als Zweiständer-Hallenhaus mit Backsteinaußenmauern, reetgedecktem Krüppelwalmdach mit neuerer Schleppgaube, Niedersachsengiebeln mit Uhlenloch sowie neuerem beeinträchtigenden Wintergartenanbau am Giebel stammt aus der Mitte des 19. Jahrhunderts.
Das Landesdenkmalamt befand: „… geschichtliche Bedeutung … als beispielhaftes kleines, um die Mitte des 19. Jhs. erbautes Hallenhaus … .“